# Петар Банићевић
Петар Банићевић (Никшић, 8. фебруар 1930 — Београд, 4. септембар 2006) био је српски и југословенски филмски, телевизијски и позоришни глумац.
Двоструки је добитник Награде Раша Плаовић, коју је примио 1988. и 2001. године.

## Биографија
Петар Банићевић је рођен 8. фебруара 1930. године у Никшићу. Глуму је студирао на Академији за позоришну уметност у Београду, у класи професора Раше Плаовића. Био је члан Народног позоришта од 1954. године и остварио преко педесет улога. Глумио је и у ТВ серијама и филмовима, међу којима су: Биће скоро пропаст света, Сутјеска и Снови, живот и смрт Филипа Филиповића.
Бавио се педагошким радом петнаест година. Извео је пет глумачких генерација на Академији уметности у Новом Саду и водио глумачку класу на Академији уметности Браћа Карић у Београду.
Умро је 4. септембра 2006. у Београду. Комеморација је одржана у Народном позоришту 8. септембра 2006, а кремација истога дана на Новом гробљу у Београду.
Постоји и глумачка Награда Петар Банићевић установљена 2011. године, а додељује је Народно позориште у Београду. Добитници су редом: Игор Ђорђевић, Ненад Стојменовић, Милош Ђорђевић, Нада Шаргин, Павле Јеринић, Сена Ђоровић, Бојан Кривокапић, Сузана Лукић, Јована Стојиљковић.

## Улоге
|                   | 1950 ▼ | 1960 ▼ | 1970 ▼ | 1980 ▼ | 1990 ▼ | 2000 ▼ | Укупно |
| ----------------- | ------ | ------ | ------ | ------ | ------ | ------ | ------ |
| Дугометражни филм | 0      | 11     | 5      | 7      | 1      | 0      | 24     |
| ТВ филм           | 1      | 13     | 15     | 2      | 5      | 0      | 36     |
| ТВ серија         | 0      | 4      | 3      | 7      | 4      | 1      | 19     |
| ТВ мини серија    | 0      | 1      | 1      | 0      | 0      | 0      | 2      |
| ТВ кратки филм    | 0      | 1      | 1      | 1      | 0      | 0      | 3      |
| Кратки филм       | 0      | 0      | 0      | 1      | 0      | 0      | 1      |
| Укупно            | 1      | 30     | 25     | 18     | 10     | 1      | 85     |

| Год.       | Назив                                         | Улога                            |
| ---------- | --------------------------------------------- | -------------------------------- |
| 1950.-те ▲ |                                               |                                  |
| 1959.      | Мати                                          |                                  |
| 1960.-те ▲ |                                               |                                  |
| 1960.      | Дан четрнаести                                | Павле Малбашки (глас)            |
| 1960.      | Друг председник центарфор                     | Голман                           |
| 1960.      | Боље је умети                                 |                                  |
| 1961.      | Не убиј                                       | Робер                            |
| 1961.      | Војник са два имена                           |                                  |
| 1963.      | Човек и звер                                  | Стани                            |
| 1964.      | Хм!                                           |                                  |
| 1964.      | Службени положај                              | Узелац                           |
| 1965.      | Поноћни гост                                  |                                  |
| 1965.      | Болничка соба                                 |                                  |
| 1965.      | Јадни мој Арбат                               |                                  |
| 1966.      | Црни снег                                     | Доктор Јован Стаменковић         |
| 1966.      | Људи и папагаји                               | Гилетов син Пале                 |
| 1967.      | Две столице и позадина                        |                                  |
| 1967.      | Оптимистичка трагедија                        |                                  |
| 1967.      | Арсеник и старе чипке                         | Детектив О’Хара                  |
| 1967.      | 104 стране о љубави                           |                                  |
| 1967.      | Седам Хамлета                                 | Хамлет                           |
| 1967.      | Горке траве                                   |                                  |
| 1967.      | Круг двојком                                  |                                  |
| 1967.      | Бомба у 10 и 10                               | Поручник Вос                     |
| 1968.      | Самци (ТВ серија)                             |                                  |
| 1968.      | Грешка еволуције                              |                                  |
| 1968.      | Швабица                                       |                                  |
| 1968.      | Биће скоро пропаст света                      | Јошкин пријатељ                  |
| 1968.      | Превара из љубави                             |                                  |
| 1968.      | Стубови друштва (ТВ кратки)                   | Јохан                            |
| 1968.      | Кад голубови полете                           | Бакин подстанар                  |
| 1969.      | Снаха                                         | Лутер                            |
| 1970.-те ▲ |                                               |                                  |
| 1970.      | Ли Харви Освалд                               |                                  |
| 1970.      | Случај Опенхајмер                             | Роџер Бау                        |
| 1970.      | The Twelve Chairs                             | Наредник                         |
| 1971.      | Велики посао                                  |                                  |
| 1971.      | Све од себе                                   |                                  |
| 1971.      | Нирнбершки епилог                             |                                  |
| 1971.      | Чедомир Илић                                  | Краљ Александар Обреновић        |
| 1972.      | Пораз (ТВ филм)                               |                                  |
| 1972.      | Човек који је бацио атомску бомбу на Хирошиму | Тужилац                          |
| 1972.      | Сами без анђела                               |                                  |
| 1972.      | Савонарола и његови пријатељи                 |                                  |
| 1972.      | Сарајевски атентат                            |                                  |
| 1972.      | Паљење Рајхстага                              |                                  |
| 1973.      | Прослава (ТВ филм)                            |                                  |
| 1973.      | Сутјеска                                      | Капетан Вилијам Дикин            |
| 1974.      | Зашто је пуцао Алија Алијагић                 | Државни тужилац                  |
| 1974.      | Ужичка Република                              | Немачки пуковник                 |
| 1974.      | Капетан Микула Мали                           | Падобранац                       |
| 1975.      | Нора (ТВ)                                     | Торвалд                          |
| 1976.      | Војникова љубав                               | Капетан Анте                     |
| 1977.      | Мизантроп                                     |                                  |
| 1978.      | Шпански захтев                                | Кардинал Дон Хуан де Фонсека     |
| 1978.      | Повратак отписаних (ТВ серија)                | Боб, амерички пилот              |
| 1979.      | Слом                                          | генерал Боривоје Мирковић        |
| 1979.      | Прва српска железница (ТВ)                    | Светомир Николајевић             |
| 1980.-те ▲ |                                               |                                  |
| 1980.      | Крвава свадба на Брзави                       |                                  |
| 1980.      | Которски морнари                              |                                  |
| 1980.      | Снови, живот, смрт Филипа Филиповића          | Министар                         |
| 1981.      | Лидија                                        |                                  |
| 1982.      | 13. јул                                       | Мајор Петар Рајевић              |
| 1982.      | Живети као сав нормалан свет                  | Декан                            |
| 1983.      | Лицем у лице у Напуљу                         | Винстон Черчил                   |
| 1984.      | Учитељица                                     |                                  |
| 1984.      | Бањица (ТВ серија)                            | Милан Недић                      |
| 1986.      | Смешне и друге приче (ТВ серија)              | Иследник Удбе                    |
| 1986.      | Одлазак ратника, повратак маршала             | Вјачеслав Молотов                |
| 1986.      | Бал на води                                   | Мајор Алекса Живковић            |
| 1988.      | Вук Караџић                                   | Патријарх Јосиф Рајачић          |
| 1988.      | Четрдесет осма — Завера и издаја              | Вјачеслав Молотов                |
| 1989.      | Најбољи                                       | Мејрин отац                      |
| 1989.      | Другарица министарка                          |                                  |
| 1990.-те ▲ |                                               |                                  |
| 1990.      | Гала корисница: Атеље 212 кроз векове         |                                  |
| 1991.      | Боје слепила                                  | Петар                            |
| 1991.      | Театар у Срба                                 | Јосип Рајић                      |
| 1991.      | Бољи живот 2                                  | Професор на позоришној академији |
| 1992.      | Повратак Вука Алимпића                        | Вук Алимпић                      |
| 1993.      | Три карте за Холивуд                          | Тимошенко                        |
| 1993—1994. | Срећни људи                                   | Доктор Вуловић                   |
| 1995—1996. | Срећни људи 2                                 | Доктор Вуловић                   |
| 1996.      | Горе доле                                     | Доктор Вуловић                   |
| 1999.      | Morte di una ragazza perbene                  |                                  |
| 2000.-те ▲ |                                               |                                  |
| 2004.      | Карађорђе и позориште                         | Наратор                          |